# Баядерка
«Баяде́рка» — балет в трёх действиях и пяти картинах с апофеозом балетмейстера Мариуса Петипа на музыку Людвига Минкуса. Впервые показан в бенефис Е. О. Вазем 23 января 1877 года на сцене петербургского Большого театра (театральная энциклопедия ошибочно называет Мариинский театр).
В премьере участвовали: Никия — Екатерина Вазем, Гамзатти — Мария Горшенкова, Солор — Лев Ива́нов, царь Дугманта — Христиан Иогансон, Великий брамин — Николай Гольц, джампе — Матильда Мадаева, индусский — Феликс Кшесинский, Александр Пишо и Любовь Радина, ману — В. Жукова; дирижёр — Алексей Папков. Авторы декораций: Бочаров, Вагнер, Шишков, Андреев, Роллер, Ламбин.
«Баядерка» Мариуса Петипа во многом перекликается с балетом «Сакунтала», поставленном его братом Люсьеном Петипа для балета Парижской Оперы в 1858 году (музыка Рейера, сценарий Теофиля Готье по одноимённой драме индийского поэта IV века Калидасы).
Литературным источником балета «Баядерка» являются драма «Шакунтала» и баллада Гёте «Бог и баядерка» (нем. Der Gott und die Bajadere). В основе сюжета — романтичная восточная легенда о несчастной любви баядерки и храброго воина.

## Действующие лица
- Никия, баядерка
- Солор, богатый и знаменитый кшатрия
- Дугманта, раджа Голконды
- Гамзатти, дочь его
- Великий брамин
- Магедавея, факир
- Толорагва, воин
- Айя, невольница
- Брамины, браматшоры, судры (слуги раджи), воины, баядерки, факиры, странники, индийский народ, музыканты и охотники.

## Сюжет
Действие первое
В священном лесу Солор с друзьями охотится на тигра. Вместе с факиром Магедавеей он отстает от других охотников, чтобы поговорить с прекрасной Никией, живущей в виднеющейся в глубине леса пагоде. Там идут приготовления к празднику огня. Торжественно выходит Великий брамин, за ним браматшоры и баядерки. Никия начинает священный танец. Великий брамин увлечён ею, но баядерка отвергает его чувство. Брамин угрожает Никии, но она ожидает Солора. Магедавея сообщает ей, что Солор неподалёку. Все расходятся. Наступает ночь. К храму приходит Солор. Он предлагает Никии бежать с ним и над священным огнём даёт клятву вечно любить её. Свидание прерывает Великий брамин. Пылая ревностью, он замышляет жестокую месть. С рассветом близ храма появляются охотники с убитым тигром, баядерки, идущие за священной водой. Солор уходит с охотниками.
В своем дворце раджа Дугманта объявляет дочери Гамзатти о том, что намерен выдать её замуж за Солора. Солор пытается отклонить предложенную ему честь, но раджа объявляет, что свадьба состоится очень скоро. Появляется Великий брамин. Удалив всех, раджа выслушивает его. Тот сообщает о свидании Солора с баядеркой. Раджа решает убить Никию; брамин напоминает, что баядерка принадлежит богу Вишну, её убийство навлечёт гнев Вишну — убить надо Солора! Дугманта решает во время празднества послать Никии корзину цветов с ядовитой змеёй внутри. Разговор раджи и брамина подслушивает Гамзатти. Она велит позвать Никию и, предложив ей танцевать завтра на свадьбе, показывает портрет своего жениха. Никия потрясена. Гамзатти предлагает ей богатства, если она покинет страну, но Никия не может отказаться от любимого. В гневе она бросается на соперницу с кинжалом, и только верная прислужница спасает Гамзатти. Баядерка убегает. Разгневанная Гамзатти обрекает Никию на смерть.

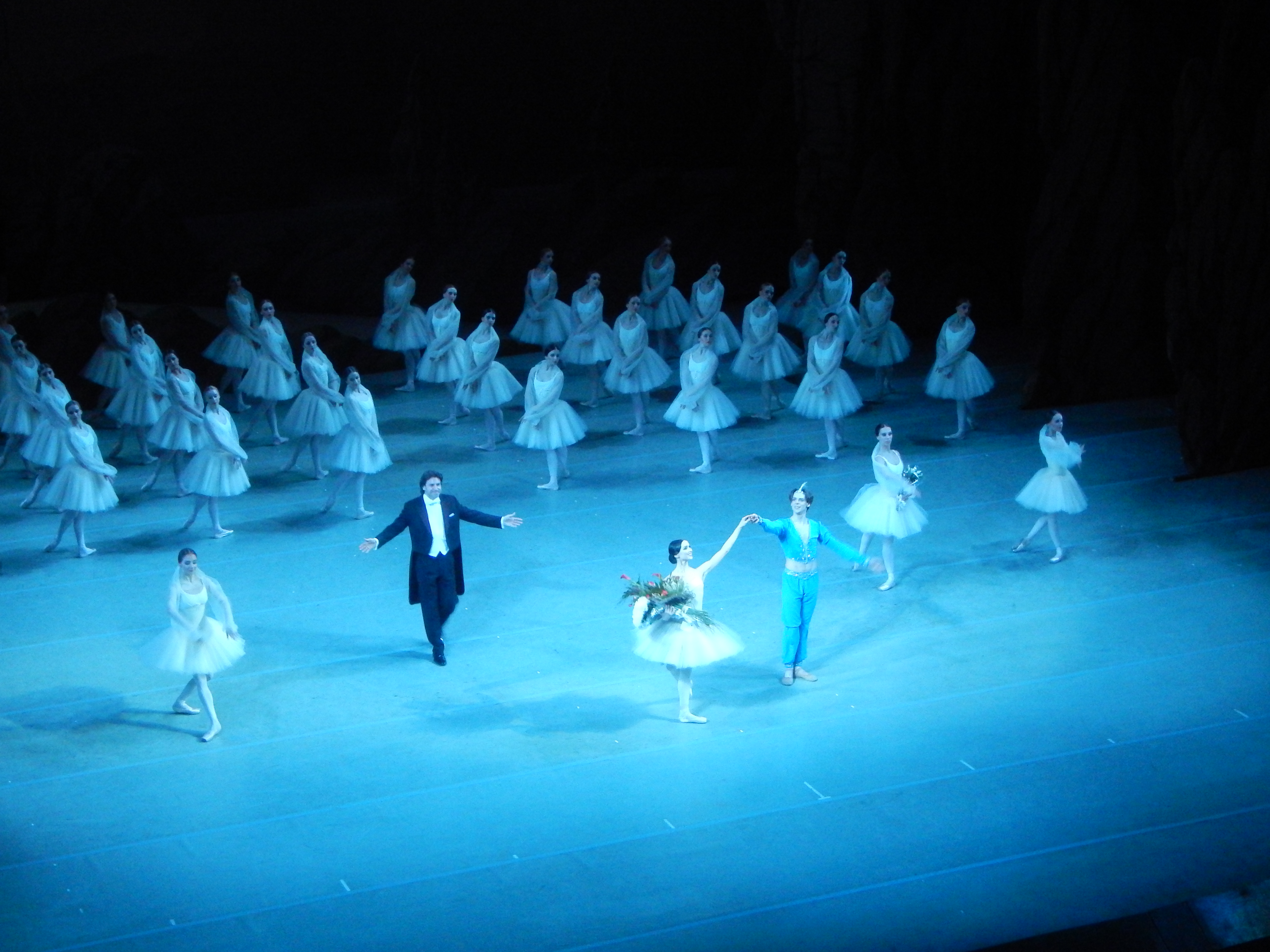
Современная постановка в Мариинском театре, 2017 год

В саду перед дворцом раджи начинается праздник. Появляются Дугманта и Гамзатти. Раджа велит Никии развлекать публику. Баядерка танцует. Гамзатти приказывает передать ей корзину цветов. Спрятанная в цветах змея жалит девушку. Никия прощается с Солором и напоминает, что он клялся любить её вечно. Великий брамин предлагает Никии противоядие, но она предпочитает смерть. Раджа и Гамзатти торжествуют.
Действие второе
Солор грустит о Никии. Магедавея приносит ему опиум. Солору снится Царство теней, где находится и душа Никии. В покои Солора входят воины — они пришли подготовить его к свадьбе, но видения Солора не прекращаются.
Действие третье
Свадебная церемония. В тени статуи Будды танцует Золотой Божок, баядерки исполняют ритуальный танец. Солор снова видит призрак Никии. Как только Великий брамин заканчивает свадебный обряд, происходит землетрясение — это разгневанные боги разрушают храм, где находится клятвопреступник Солор. Все присутствующие на брачной церемонии тоже погибают под развалинами храма. А души Солора и Никии, наконец, соединяются на Небесах.

## Постановки
Мариинский театр

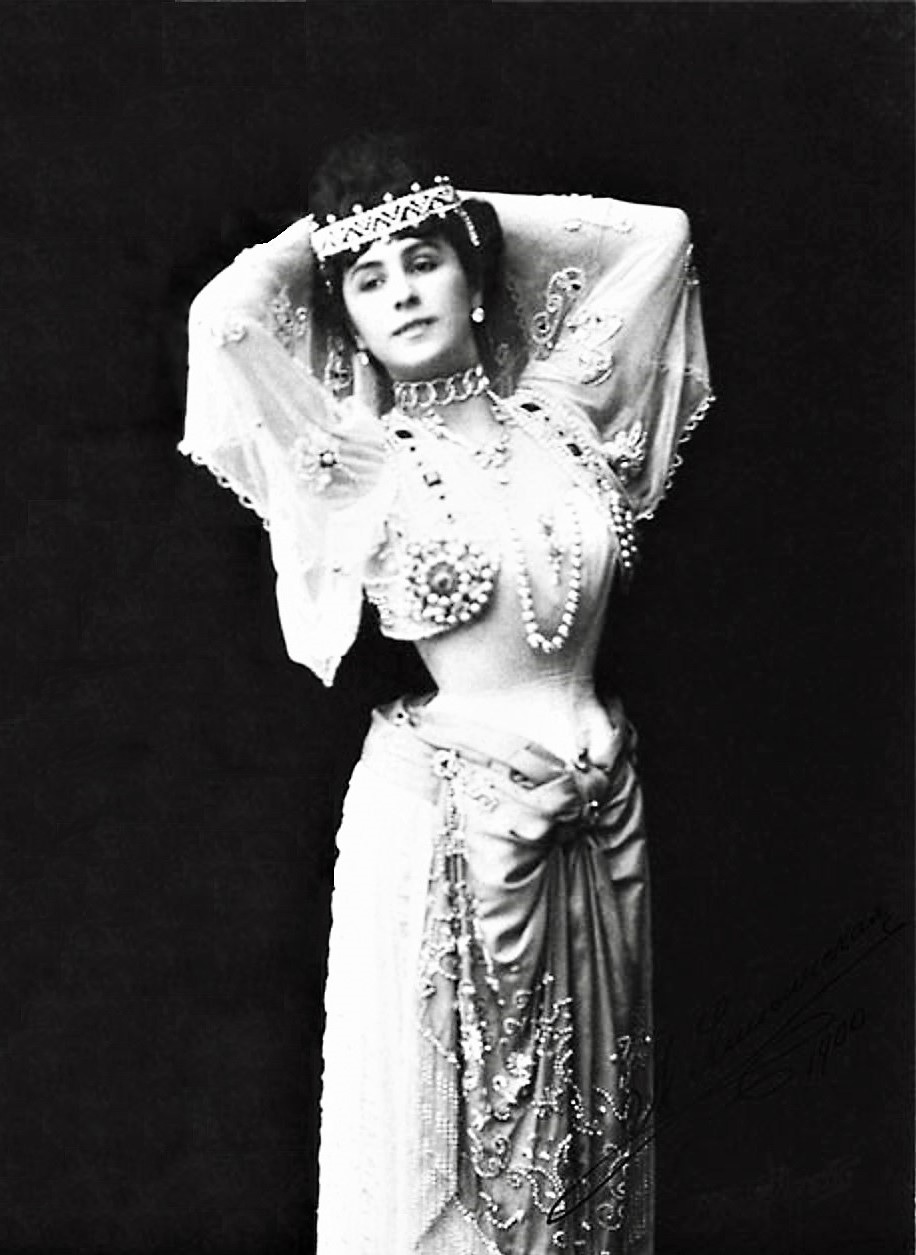
М. Кшесинская в балете «Баядерка». Постановка М. Петипа. 1900 год

- 1900 — авторское возобновление и новая редакция Мариуса Петипа (Никия — Матильда Кшесинская, Солор — Павел Гердт)
- 1941 — новая редакция Вахтанга Чабукиани и Владимира Пономарёва,
- 2002 — редакция Сергея Вихарева (возобновление версии Петипа по записям Николая Сергеева)

Большой театр
- 1904 — балетмейстер Александр Горский (по спектаклю Мариуса Петипа, Никия — Екатерина Гельцер, Солор — Михаил Мордкин)
- 1917 — балетмейстер Александр Горский (Никия — Екатерина Гельцер, Солор — Василий Тихомиров)
- 1923 — балетмейстеры Александр Горский и Василий Тихомиров (восстановление картины «Царство теней» в хореографии Мариуса Петипа)
- 1991 — постановка Юрия Григоровича (редакция спектакля Мариуса Петипа)

Другие театры
- 1992 — Парижская опера, постановка Рудольфа Нуреева (ассистент постановщика — Нинель Кургапкина)
- 1999 — Венская опера, балетмейстер Владимир Малахов (Никия — Бригитт Стадлер, Солор — Владимир Малахов, Гамзатти — Симона Ножа)
- 2003 — Краснодарский Музыкальный театр (Либретто Мариуса Петипа и Сергея Худекова, в редакции Юрия Григоровича, художник — Николай Шаронов, дирижёр — Александр Лавренюк)
- 2007 — Новосибирский театр оперы и балета (Никия — Полина Семионова, Солор — Игорь Зеленский)
- 2007 — Татарский театр оперы и балета имени Мусы Джалиля, хореография Мариуса Петипа (с фрагментами хореографии Владимира Пономарёва, Вахтанга Чабукиани, Константина Сергеева и Николая Зубковского), картина «Тени» — в редакции Ольги Иордан и Фёдора Лопухова[3].
- 2011 — Екатеринбургский театр оперы и балета
- 2012 — Самарский театр оперы и балета, постановка Габриэлы Комлевой, дирижёр — Андрей Данилов, художник — Вячеслав Окунев (Никия — Екатерина Первушина, Солор — Виктор Мулыгин, Гамзатти — Ксения Овчинникова)
- 2013 — Московский академический музыкальный театр им. К. С. Станиславского и В. И. Немировича-Данченко, постановка Натальи Макаровой, дирижёр-постановщик Антон Гришанин, художник по костюмам Иоланда Соннабенд[4]
- 2013 — Национальная опера Украины, постановка Наталии Макаровой, дирижёр — Николай Дядюра, художник — Вячеслав Окунев (Никия — Елена Филипьева, Солор — Денис Матвиенко)
- 2015 — Казахстанский государственный театр оперы и балета «Астана Опера», постановка Алтынай Асылмуратовой (с добавлением некоторых небольших элементов).
- 2016 г. — театр «Кремлёвский балет», постановка Андриса Лиепы, либретто М. Петипа с фрагментами хореографии В. Пономарева, В. Чабукиани, Н. Зубковского и др. Художник-постановщик — Вячеслав Окунев, ассистент хореографа-постановщика — Светлана Романова; музыкальная редакция Владимира Качесова. Спектакль идет в сопровождении Симфонического оркестра радио «Орфей», художественный руководитель и главный дирижер — заслуженный артист РФ Сергей Кондрашев.
- 2019 — Миха́йловский театр Санкт-Петербург, постановка Начо Дуато, художник по костюмам: Ангелина Атлагич.
- 2023 — Стамбульский государственный театр оперы и балета, хореография Мариуса Петипа, постановка Айшем Сунал Савашкурт, дирижёр Здравко Лазаров, художник Эфтер Тунч, художник по костюмам Сэмахат Гюльден Сайыл Шенликли[5].